# Baltasar Porcel
Pour les articles homonymes, voir Porcel.
Œuvres principales
- Arran de mar
- Els argonautes
- Difunts sota els ametllers en flor
- Cavalls cap a la fosca
- L'emperador o l'ull del vent
- Olympia a mitjanit

Baltasar Porcel i Pujol, né le 14 mars 1937 à Andratx (Majorque) et mort le 1er juillet 2009 à Barcelone, est un écrivain, journaliste et critique littéraire espagnol d'expression catalane. Il est également l'auteur de quelques œuvres en castillan.

## Œuvre

### Roman
- 1961 : Solnegre
- 1963 : La lluna i el Cala Llamp
- 1965 : Els escorpins
- 1968 : Els argonautes
- 1970 : Difunts sota els ametllers en flor
- 1975 : Cavalls cap a la fosca
- 1980 : Les pomes d'or
- 1984 : Els dies immortals
- 1986 : Les primaveres i les tardors
- 1989 : El divorci de Berta Barca
- 1994 : Lola i els peixos morts
- 1997 : Ulisses a alta mar
- 2000 : El cor del senglar
- 2001 : L'emperador o l'ull del vent
- 2004 : Olympia a mitjanit
- 2008 : Cada castell i totes les ombres

### Essai, récits ou prose diverse
- 1967 : Viatge literari a Mallorca
- 1967 : Arran de mar
- 1968 : Viatge a les Balears menors
- 1969 : Els xuetes
- 1969 : Exercicis més o menys espirituals
- 1973 : Debat català
- 1977 : Jordi Pujol
- 1977 : Diàlegs
- 1987 : Els meus inèdits de Llorenç Villalonga
- 1990 : A totes les illes
- 1993 : Camprodon. Una vall del Pirineu.
- 2003 : L'àguila daurada (recueil d'interviews)
- 1972 : Grans catalans d'ara
- 2002 : El drama i la mar. Entrevista amb Jacint Verdaguer.

#### Récits de voyage
- 1971 : Crònica d'atabalades navegacions
- 1977 : Camins i ombres
- 1984 : Les illes encantades
- 1996 : Mediterrània. Onatges tumultuosos.

### Nouvelle
- 1979 : Reivindicació de la vídua Txing
- 1982 : El misteri de l'alzinar i altres contes
- 1984 : Tots els contes
- 2002 : Les maniobres de l'amor: Tots els contes, 1958-2001

### Théâtre
- 1959 : Els condemnats
- 1962 : La simbomba fosca
- 1965 : Teatre
- 1981 : Els dolços murmuris del mar

### Compilation
- 1991-1997 : Obres completes (œuvres complètes en 7 volumes)

### Théâtre représenté
- 1960 : Els condemnats. València: Teatre Estudi.
- 1962 : La simbomba fosca. Companyia Agrupació Dramàtica de Barcelona.
- 1962 : Èxode. Barcelona: Companyia Teatre Experimental Català.
- 1965 : El general. Grup Sis x Set: Terrassa.
- 1965 : Romanç de cec. Grup Sis x Set: Terrassa.

### Scénarios de fiction
- El món en català (télévision)
- L'espai de Baltasar Porcel (télévision)
- Una nit d'estiu (télévision)
- L'entrevista impossible, Jacint Verdaguer (télévision)

### En castillan
- 1989 : Baleares
- 1994 : Viajes expectantes. De Marrakech a Pekín.
- 2004 : Geografías expectantes

## Distinctions
- 1986 : Prix Sant Jordi du roman pour Les primaveres i les tardors.